# Птена
Птена (груз. პტენა) — село в Грузии, на территории Ахалкалакского муниципалитета края (мхаре) Самцхе-Джавахети.

## География
Село находится в южной части Грузии, на левом берегу реки Паравани, на расстоянии приблизительно 6 километров (по прямой) к северо-западу от города Ахалкалаки, административного центра муниципалитета. Абсолютная высота — 1684 метра над уровнем моря.

## Население
По результатам официальной переписи населения 2014 года, в Птене проживало 242 человека (119 мужчин и 123 женщины). В национальной структуре населения грузины составляли 99,6 %, армяне — 0,4 %.
| Год  | Население, человек |
| ---- | ------------------ |
| 2002 | 310                |
| 2014 | ↘ 242              |